# Reginald Harkema
Reginald Harkema (nacido en 1967) es un director y editor de cine canadiense. Ha dirigido las películas A Girl Is a Girl, Monkey Warfare, Leslie, My Name Is Evil y Better Off in Bed.
Codirigió la película Super Duper Alice Cooper en el 2014 junto a los directores Sam Dunn y Scot McFadyen.